# Droga wojewódzka nr 505
Droga wojewódzka nr 505 (DW505) – droga wojewódzka o długości 37 km przebiegająca w całości przez województwo warmińsko-mazurskie. Łączy Frombork i Pasłęk. Stanowić może skrót omijający Elbląg dla jadących od strony Warszawy do Fromborka i Braniewa. W węźle „Błudowo” bezkolizyjnie przecina drogę ekspresową S22.

## Miejscowości na trasie
- Frombork
- Ronin
- Baranówka
- Jędrychowo
- Włóczyska
- Błudowo
- Płonne
- Młynary
- Sąpy
- Dawidy
- Stegny
- Robity
- Pasłęk